# حزقيال مانويل فاسكيز (لاعب كرة قدم)
حزقيال مانويل فاسكيز (بالإسبانية: Juan Manuel Vázquez)‏ هو لاعب كرة قدم أرجنتيني، ولد في 25 يوليو 1994 في General San Martín Partido ‏ في الأرجنتين. لعب مع نادي أتليتكو للبنين ‏.

## وصلات خارجية
- حزقيال مانويل فاسكيز على موقع قاعدة بيانات كرة القدم.إي يو (الإنجليزية)
- حزقيال مانويل فاسكيز على موقع Soccerway.com (الإنجليزية)